# Медельс-им-Райнвальд
Медельс-им-Райнвальд (нем. Medels im Rheinwald) — деревня и бывшая коммуна в Швейцарии, в кантоне Граубюнден. Население составляло 45 человек на 2005 год. Официальный код — 3696. 1 января 2006 года вошла в состав коммуны Шплюген, которая 1 января 2019 года вошла в новую коммуну Райнвальд.
Входит в состав региона Виамала (до 2015 года входила в округ Хинтеррайн).
Медельс-им-Райнвальд впервые упоминается в 1336 году как Medels. В 1530 году в коммуне была проведена Реформация.
На 2000 год 91,3 % жителей говорило на романшском языке, 8,7 % — на итальянском.
| 1781 | 1850 | 1900 | 1950 | 2000 | 2005 |
| ---- | ---- | ---- | ---- | ---- | ---- |
| 139  | 89   | 69   | 47   | 46   | 45   |